# Halowe Mistrzostwa Świata w Lekkoatletyce 2001 – skok o tyczce kobiet
Skok o tyczce kobiet – jedna z konkurencji rozgrywanych podczas halowych mistrzostw świata w lekkoatletyce w 2001, zmagania w niej odbyły się 9 marca.
Do konkursu zgłoszonych zostało 8 zawodniczek z 6 państw.
Zawody w tej konkurencji wygrała reprezentantka Czech Pavla Hamáčková. Drugą pozycję zajęły ex aequo zawodniczka z Rosji Swietłana Fieofanowa oraz reprezentująca Stany Zjednoczone Kellie Suttle.

## Wyniki
| Miejsce | Zawodnik             | Państwo           | Wysokość (m) | Wysokość (m) | Wysokość (m) | Wysokość (m) | Wysokość (m) | Wysokość (m) | Wysokość (m) | Wynik | Uwagi |
| Miejsce | Zawodnik             | Państwo           | 4,10         | 4,25         | 4,35         | 4,43         | 4,51         | 4,56         | 4,61         | Wynik | Uwagi |
| ------- | -------------------- | ----------------- | ------------ | ------------ | ------------ | ------------ | ------------ | ------------ | ------------ | ----- | ----- |
| 01 !    | Pavla Hamáčková      | Czechy            | O            | O            | O            | XO           | XO           | O            | XXX          | 4,56  | CR    |
| 02 !    | Swietłana Fieofanowa | Rosja             | –            | –            | XO           | –            | O            | –            | XXX          | 4,51  |       |
| 02 !    | Kellie Suttle        | Stany Zjednoczone | XO           | O            | O            | O            | O            | XXX          | –            | 4,51  |       |
| 4.      | Stacy Dragila        | Stany Zjednoczone | –            | O            | O            | XO           | XO           | XXX          | –            | 4,51  |       |
| 5.      | Tanja Kolewa         | Bułgaria          | XO           | XXO          | XO           | XXX          | –            | –            | –            | 4,36  |       |
| 6.      | Yvonne Buschbaum     | Niemcy            | –            | O            | XXX          | –            | –            | –            | –            | 4,25  |       |
| 7.      | Jelena Isinbajewa    | Rosja             | XO           | XO           | XXX          | –            | –            | –            | –            | 4,25  |       |
| –       | Anżeła Bałachonowa   | Ukraina           | –            | XXX          | –            | –            | –            | –            | –            | NM    |       |